# 젠 2
젠 2는 AMD의 컴퓨터 프로세서 마이크로아키텍처이다. 이는 AMD의 젠 및 젠+ 마이크로아키텍처의 후속 제품이며, TSMC의 7 nm MOSFET 노드에서 제작되었다. 이 마이크로아키텍처는 주류 데스크톱 칩(코드명 "마티스")용 라이젠 3000, 모바일 애플리케이션용 라이젠 4000U/H(코드명 "르누아르") 및 라이젠 5000U(코드명 "루시엔"), 하이엔드 데스크톱 시스템용 스레드리퍼 3000, 그리고 가속 처리 장치(APU)용 라이젠 4000G로 알려진 3세대 라이젠 프로세서를 구동한다. 라이젠 3000 시리즈 CPU는 2019년 7월 7일에 출시되었고, 젠 2 기반의 Epyc 서버 CPU(코드명 "롬")는 2019년 8월 7일에 출시되었다. 추가 칩인 라이젠 9 3950X는 2019년 11월에 출시되었다.
CES 2019에서 AMD는 8개의 코어와 16개의 스레드를 가진 하나의 칩릿을 포함하는 3세대 라이젠 엔지니어링 샘플을 시연했다. AMD CEO인 리사 수도 최종 라인업에서 8개 이상의 코어를 예상할 수 있다고 말했다. 컴퓨텍스 2019에서 AMD는 젠 2 "마티스" 프로세서가 최대 12개의 코어를 특징으로 할 것이라고 밝혔고, 몇 주 후 일렉트로닉 엔터테인먼트 엑스포 2019에서 앞서 언급한 라이젠 9 3950X인 16코어 프로세서도 공개되었다.
젠 2는 스펙터 보안 취약점에 대한 하드웨어 완화 기능을 포함한다. 젠 2 기반 EPYC 서버 CPU는 7 nm 공정("칩렛")으로 제조된 여러 개의 CPU 다이(총 8개까지)가 각 멀티칩 모듈(MCM) 패키지에 14nm I/O 다이(마티스 변형의 12nm IOD와 반대로)와 결합된 디자인을 사용한다. 이를 통해 소켓당 최대 64개의 물리적 코어와 128개의 총 컴퓨팅 스레드(동시 멀티스레딩 포함)를 지원한다. 이 아키텍처는 "프로슈머" 플래그십 프로세서 스레드리퍼 3990X의 레이아웃과 거의 동일하다. 젠 2는 각각 1세대 및 2세대 라이젠에 사용된 14nm 및 12nm 마이크로아키텍처인 젠 및 젠+보다 클럭당 명령어를 약 15% 더 많이 제공한다.
스팀 덱, 플레이스테이션 5, 엑스박스 시리즈 X/S는 모두 AMD가 자체적으로 판매하는 APU와는 다른 각 시스템의 구현에 독점적인 조정과 다른 구성을 갖춘 젠 2 마이크로아키텍처 기반 칩을 사용한다.

## 디자인
젠 2는 AMD의 이전 젠 아키텍처인 젠 및 젠+의 물리적 설계 패러다임에서 크게 벗어났다. 젠 2는 CPU의 I/O 구성 요소가 프로세서 코어를 포함하는 다이와 분리된 자체 다이에 배치되는 멀티칩 모듈 디자인으로 이동하며, 이 맥락에서 칩릿이라고도 한다. 이러한 분리는 확장성 및 제조 가능성 측면에서 이점을 갖는다. 물리적 인터페이스는 공정 기술의 축소에 잘 확장되지 않기 때문에 이러한 구성 요소를 다른 다이로 분리하면 CPU 다이보다 더 크고 성숙한 공정 노드를 사용하여 제조할 수 있다. I/O 구성 요소가 다른 다이로 이동함에 따라 이제 더 작아진 CPU 다이(AMD는 코어 복합 다이 또는 CCD라고 부름)는 더 큰 다이가 보여줄 수 있는 것보다 더 적은 제조 결함으로 더 작은 공정을 사용하여 제조할 수 있으며(다이가 결함을 가질 확률은 디바이스(다이) 크기에 따라 증가하기 때문) 웨이퍼당 더 많은 다이를 허용한다. 또한 중앙 I/O 다이는 여러 개의 칩릿을 처리할 수 있어 코어 수가 많은 프로세서를 더 쉽게 구축할 수 있다.

젠 2 마이크로아키텍처의 단순화된 그림

젠 2에서는 각 CPU 칩릿에 8개의 CPU 코어가 있으며, 각각 4개의 CPU 코어로 구성된 2개의 코어 복합(CCX)으로 배치된다. 이러한 칩릿은 TSMC의 7 나노미터 MOSFET 노드를 사용하여 제조되며 크기는 약 74~80 mm2이다. 칩릿은 약 38억 개의 트랜지스터를 가지고 있으며, 12 nm I/O 다이(IOD)는 약 125 mm2이고 20억 9천만 개의 트랜지스터를 가지고 있다. L3 캐시의 양은 32 MB로 두 배 증가했으며, 칩릿의 각 CCX는 젠 및 젠+의 8 MB에 비해 이제 16 MB의 L3에 액세스할 수 있다. AVX2 성능은 실행 단위 폭을 128비트에서 256비트로 증가시켜 크게 향상되었다. I/O 다이에는 여러 변형이 있다. 하나는 글로벌파운드리스의 14 나노미터 공정으로 제조되었으며, 다른 하나는 동일 회사의 12 나노미터 공정으로 제조되었다. 14 나노미터 다이는 더 많은 기능을 가지고 있으며 EPYC Rome 프로세서에 사용되는 반면, 12 nm 버전은 소비자 프로세서에 사용된다. 두 공정은 유사한 기능 크기를 가지므로 트랜지스터 밀도도 유사하다.
AMD의 젠 2 아키텍처는 인텔의 캐스케이드레이크 아키텍처보다 낮은 열 설계 전력에서 더 높은 성능을 제공할 수 있으며, 예를 들어 AMD 라이젠 스레드리퍼 3970X는 ECO 모드에서 140 W의 TDP로 실행되어 165 W의 TDP로 실행되는 인텔 코어 i9-10980XE보다 더 높은 성능을 제공한다.

### 새로운 기능
- 일부 새로운 명령어 집합 확장: WBNOINVD, CLWB, RDPID, RDPRU, MCOMMIT. 각 명령어는 고유한 CPUID 비트를 사용한다.[28][29]
- 스펙터 V4 투기적 저장 우회 취약점에 대한 하드웨어 완화 기능.[30]
- 제로 지연 메모리 미러링 최적화 (미확인).[31]
- 부동 소수점 보조 프로세서의 실행 단위 및 로드 저장 단위의 폭이 두 배 증가(128비트에서 256비트로)했으며 곱셈 실행 단위의 처리량이 크게 향상되었다. 이를 통해 FPU는 단일 사이클 AVX2 계산을 수행할 수 있다.[32]

## 제품
2019년 5월 26일, AMD는 젠 2 기반 데스크톱 라이젠 프로세서(코드명 "마티스") 6종을 발표했다. 여기에는 라이젠 5 및 라이젠 7 제품 라인의 6코어 및 8코어 변형과 회사의 최초 12코어 및 16코어 주류 데스크톱 프로세서를 포함하는 새로운 라이젠 9 라인이 포함된다.
마티스 I/O 다이는 X570 칩셋으로도 사용된다.
최대 64개의 코어를 특징으로 하는 AMD의 2세대 Epyc 프로세서(코드명 "롬")는 2019년 8월 7일에 출시되었다.

### 데스크톱 CPU

#### 4000 시리즈 (르누아르)
라이젠 4000G 시리즈 APU를 기반으로 하지만 내장 그래픽은 비활성화되어 있다.

### 데스크톱 APU
초기에는 OEM에게만 제공되었으나, 이후 AMD는 2022년 4월에 소매용 젠 2 데스크톱 APU를 출시했다.

### 울트라 모바일 APU
2022년, AMD는 멘도시노 울트라 모바일 APU를 발표했다.

### 비디오 게임 콘솔 및 기타 임베디드
- 엑스박스 시리즈 X/S
- 플레이스테이션 5
- 스팀 덱
- AMD 4700S[36]

## 갤러리

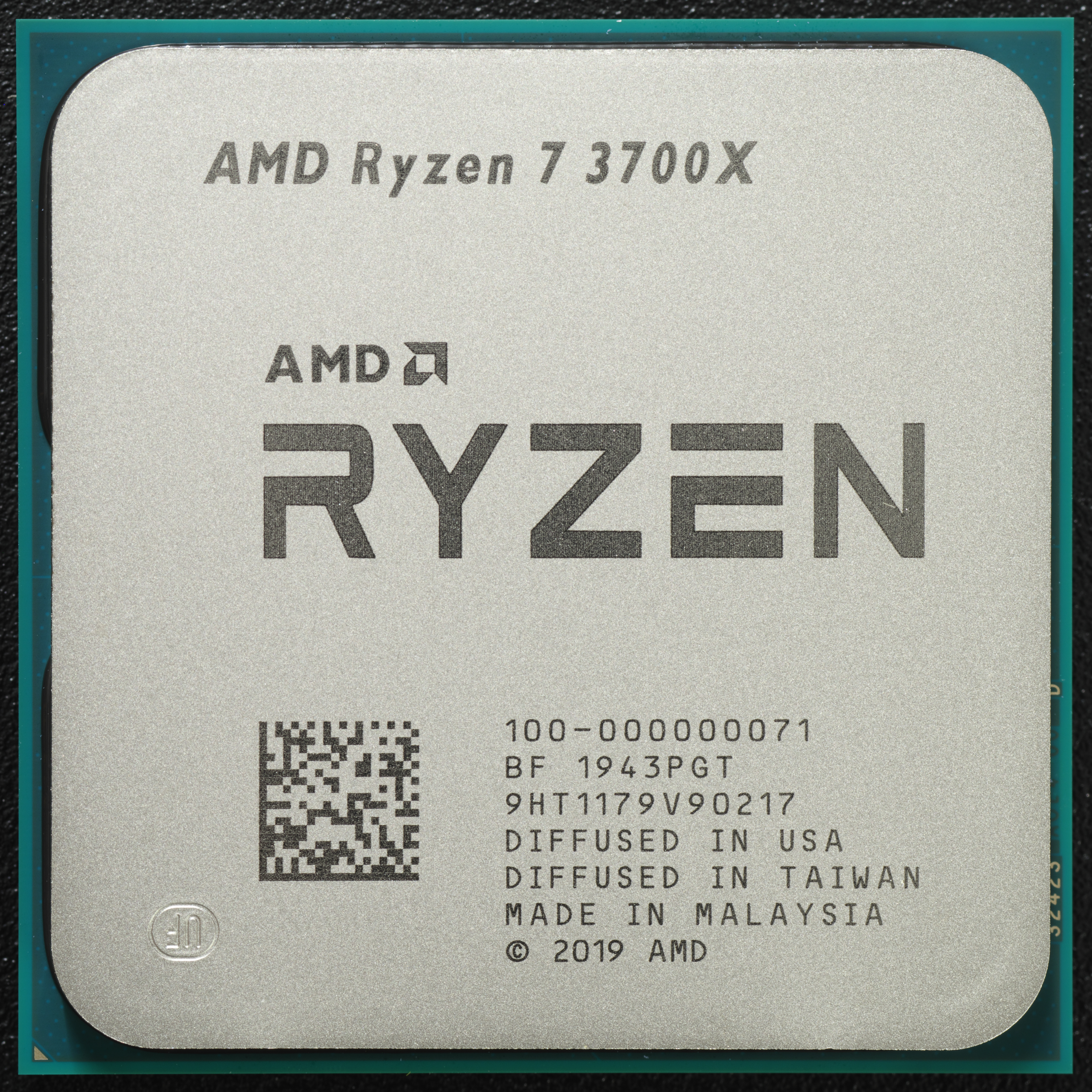
AMD 라이젠 7 3700X
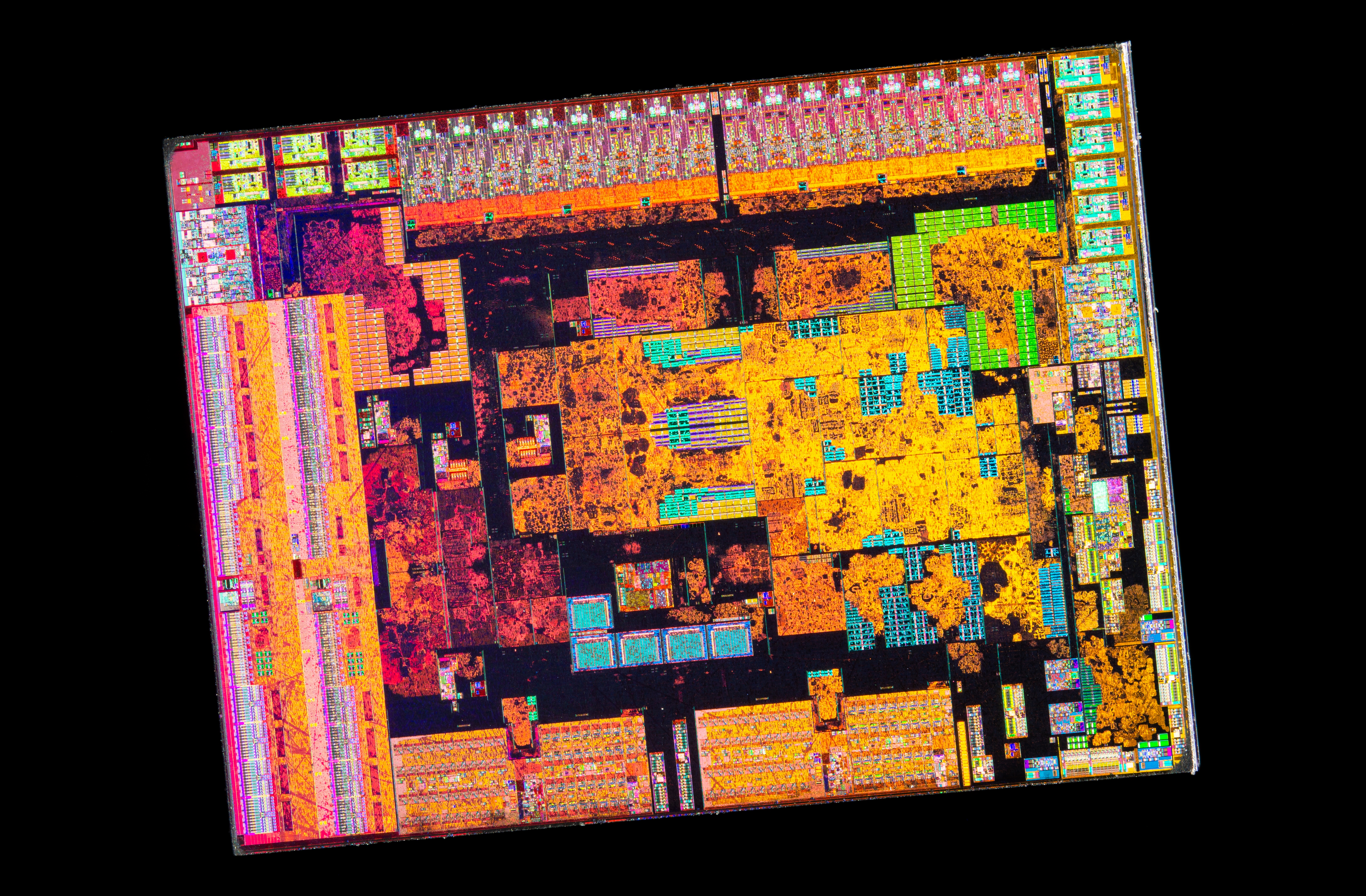
젠 2 I/O 다이
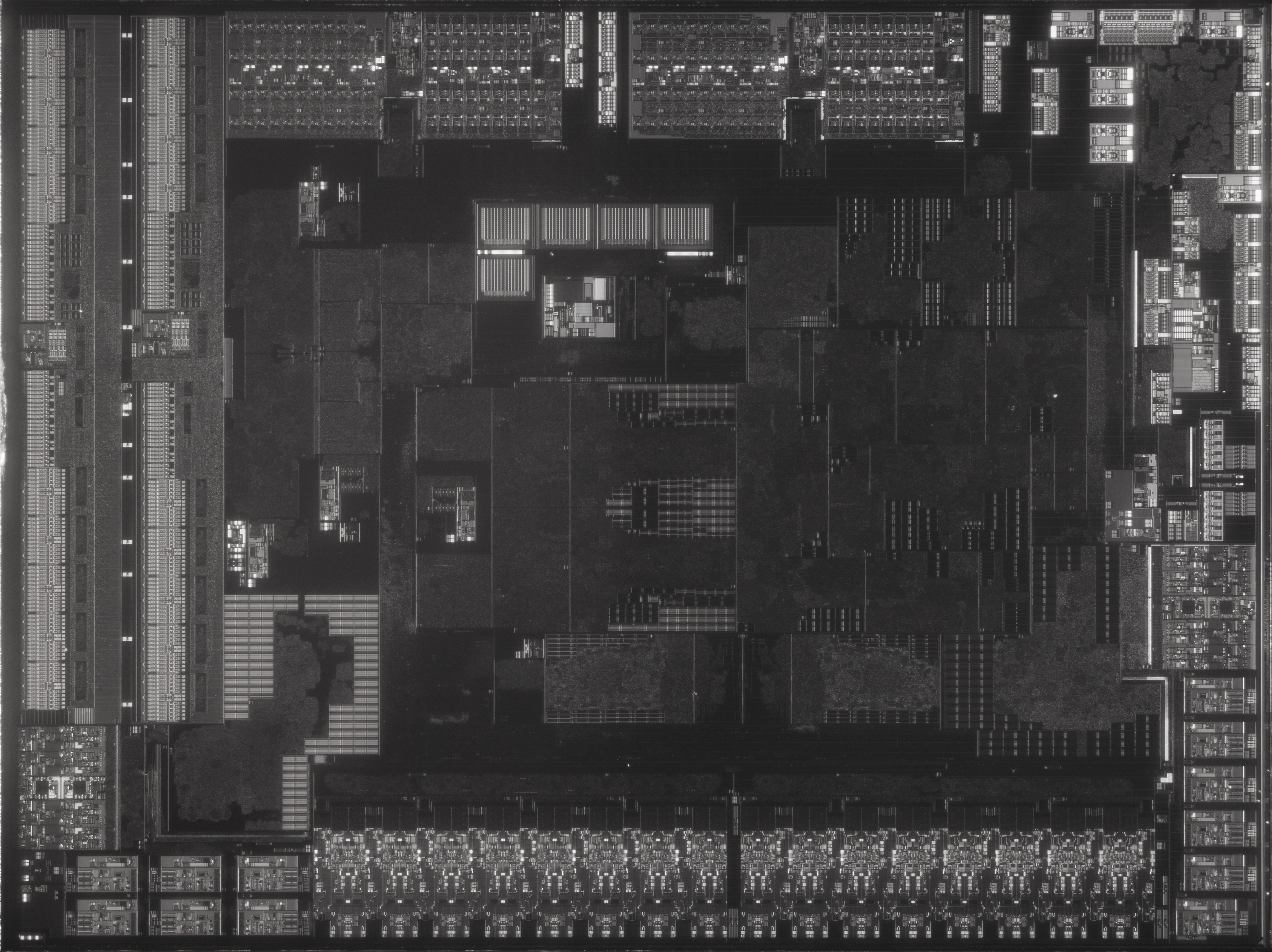
I/O 다이의 적외선 다이 샷
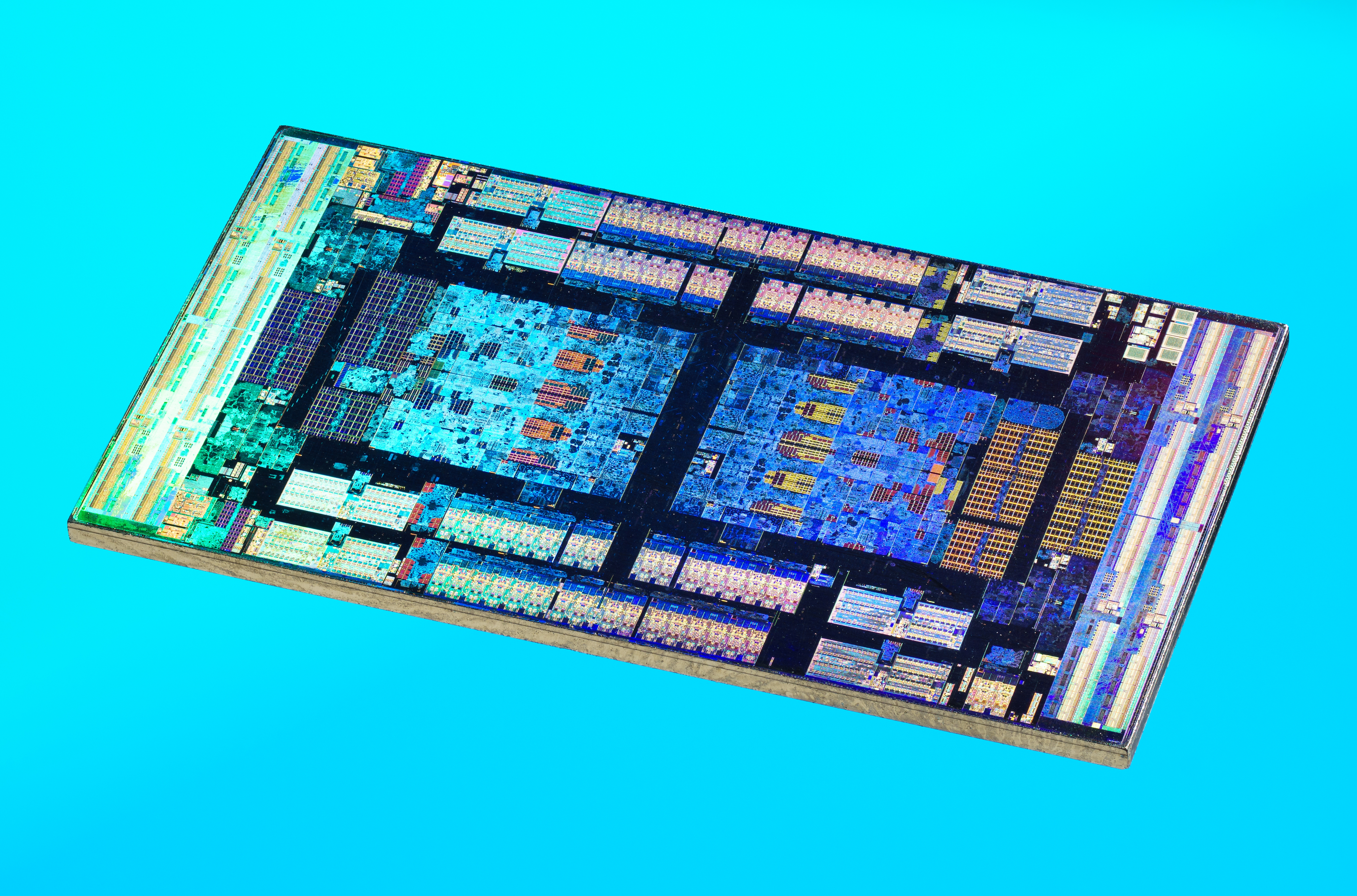
EPYC I/O 다이
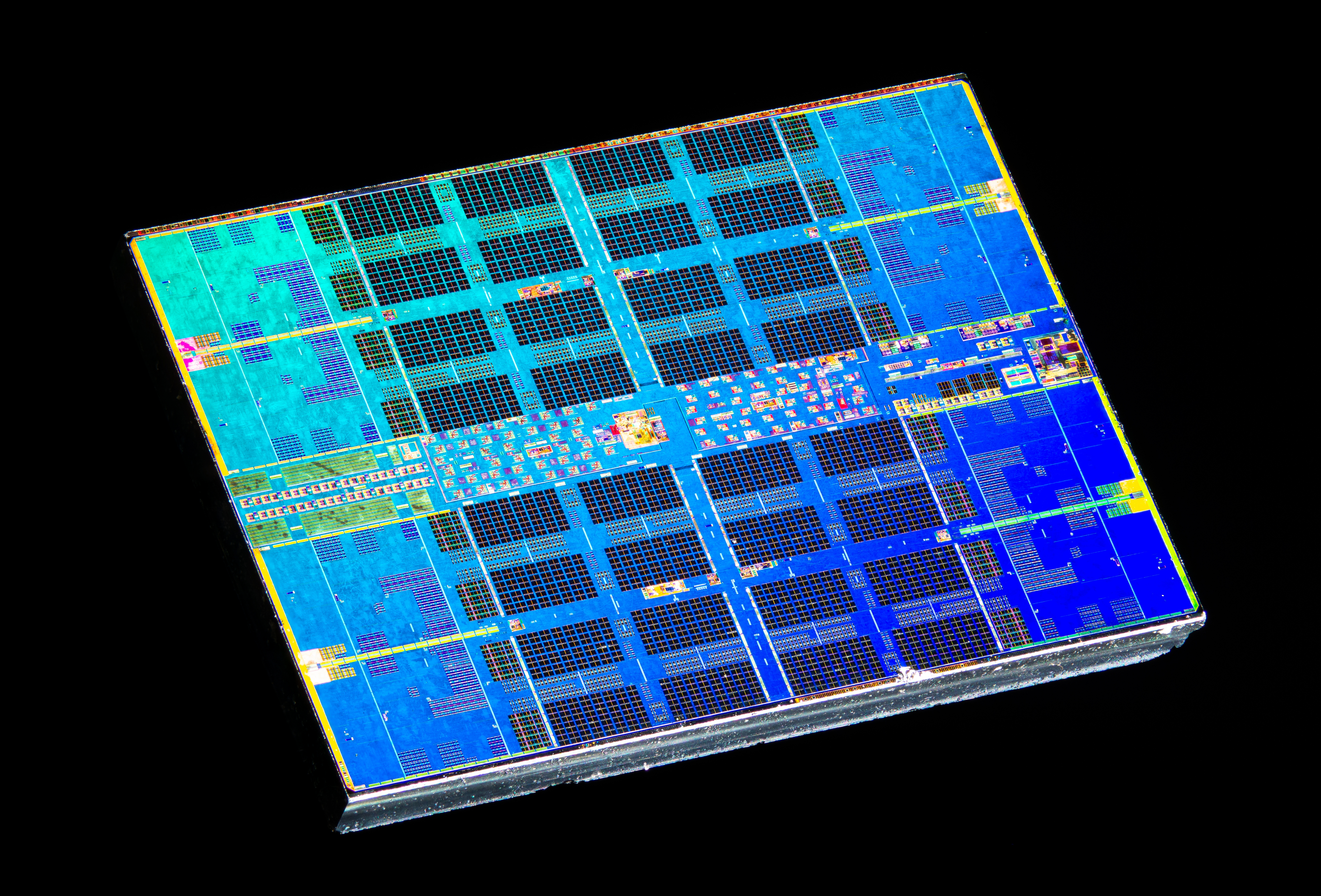
젠 2 코어 복합 다이(CCD)
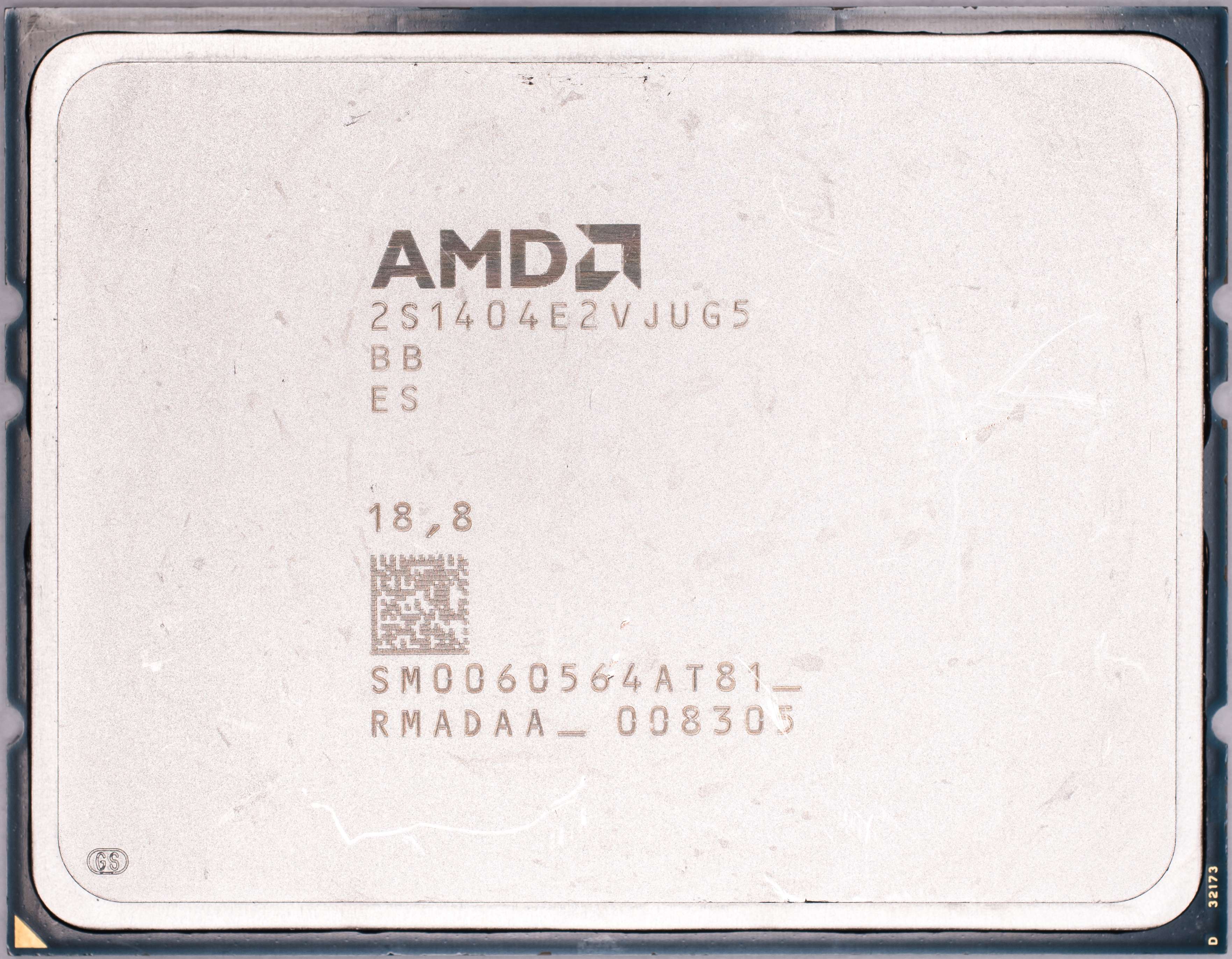
AMD EPYC 7702 서버 프로세서
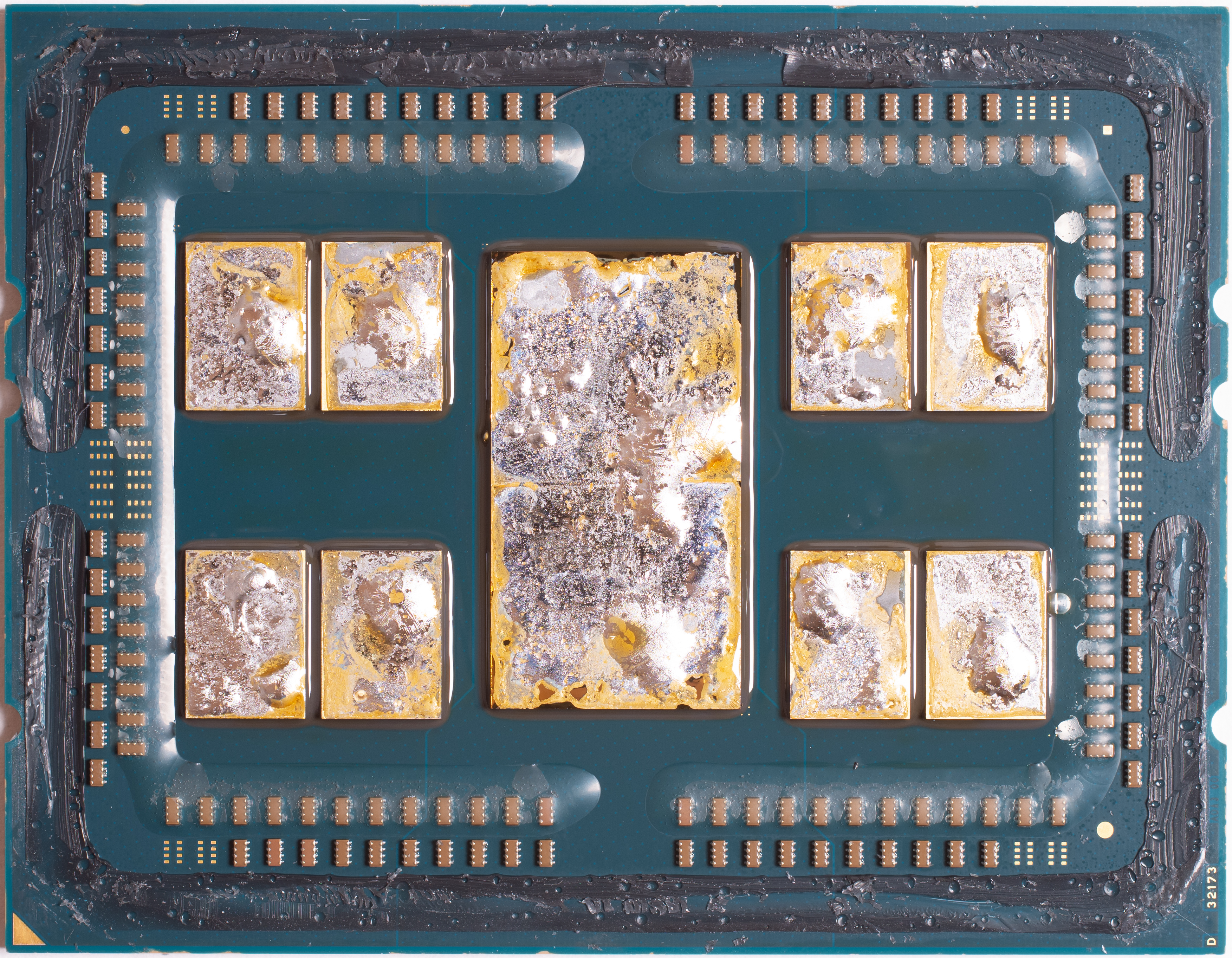
8개의 CCD와 1개의 I/O 다이가 특징인 디캡된 AMD 7702, 칩릿에 납 열 인터페이스 재료(TIM) 잔여물이 남아 있음